# Achatocarpaceae
Achatocarpaceae, malena porodica dvosupnica iz reda klinčićolike (Caryophyllales) kojoj pripadaju svega dva roda s deset priznatih vrsta. Raširena je od od jugozapadnog dijela SAD-a preko Meksika i Srednje Amerike do sjeverozapadne Južne Amerike i na Gran Chacu.
Rod Achatocarpus obuhvaća 9 vrsta, dok rodu Phaulothamnus pripada samo vrsta P. spinescens, koja je na jugu Teksasa, gdje je raširena, poznata pod narodnim nazivom 'zmijske oči' (= snake-eyes) koji je došao po tome što crne sjemenke unutar prozirnog ploda daju izgled malog oka.

## Opis
Grmlje ili malo drveće. Grane trnaste, ponekad s razbacanim trnovima. Listovi naizmjenični, ponekad fascikulirani, ekstipulirani; plojka špatulasta do oblancetasta do eliptična, rubovi cjeloviti, žilica perasta. Cvatovi pazušni grozdovi ili metlice, ili cvjetovi pojedinačni; brakteje 0,5-1 mm; brakteole prisutne ili odsutne. Cvjetovi jednospolni,  staminatni i pistilatni na istoj biljci; perijant jednostavan; listići 4-5, različiti, zeljasti. Staminatni cvjetovi: prašnici [10-]12-14[-20], ispruženi; filamenti filiformni, 1-1,5[-2] mm; prašnici bazifiksirani, duguljasti, izvana dehiscentni. Pistilatni cvjetovi: tučkovi 2-karpelasti; jajnik 1-mjesni; stil odsutan; stigme 2, nitaste. Plod bobice. Sjemenka 1, lećasta, bez pravog endosperma; zametak prstenast, okružuje perisperm.
Achatocarpaceae su brojni autori (npr. G. K. Brown i G. S. Varadarajan 1985.) uvrstili u Phytolaccaceae. Achatocarpaceae se razlikuje od Phytolaccaceae kombinacijom znakova, uglavnom jednolokularnim jajnicima s jednom ovulom, jednospolnim cvjetovima, bobičastim plodovima i peludi s nejasnim porama. Sićušne jamičaste posude, nedostatak sukcesivnog kambija i nedostatak betalaina ili antocijanina znakovi su koji dalje odvajaju Achatocarpaceae od Phytolaccaceae (S. Carlquist 2000). Oba roda, Achatocarpus Triana i Phaulothamnus, imaju proteinski tip plastida sitaste cijevi karakterističan za porodice centrosperma (J. W. Nowicke i J. J. Skvarla 1979). Slična morfologija peludi- sferoidni oblik, otvori uglavnom od 4-6 velikih, slabo definiranih pora, - što također podupire blizak odnos Achatocarpusa i Phaulothamnusa i ise u prilog slučaj odvojenog porodičnog statusa (J. W. Nowicke i J. J. Skvarla 1982).